# Saint-Sériès
Saint-Sériès – miejscowość i gmina we Francji, w regionie Oksytania, w departamencie Hérault.
Według danych na rok 1990 gminę zamieszkiwało 448 osób, a gęstość zaludnienia wynosiła 98 osób/km² (wśród 1545 gmin Langwedocji-Roussillon Saint-Sériès plasuje się na 541. miejscu pod względem liczby ludności, natomiast pod względem powierzchni na miejscu 1031.). Nazwa miejscowości pochodzi od imienia św. Arediusza.